# Rickettsiàcies
Rickettsiaceae és una família de bacteris, que inclou el gènere Rickettsia. Molts dels patògens humans pertanyen al gènere Rickettsia. Passen part del seu cicle vital en els cossos dels artròpodes com per exemple les paparres i els polls, i es transmeten als humans o altres mamífers per les mossegades i els excrements dels artròpodes. Rickettsia rickettsii es considera l'organisme infecciós arquetípic del grup.